# Skjutbana

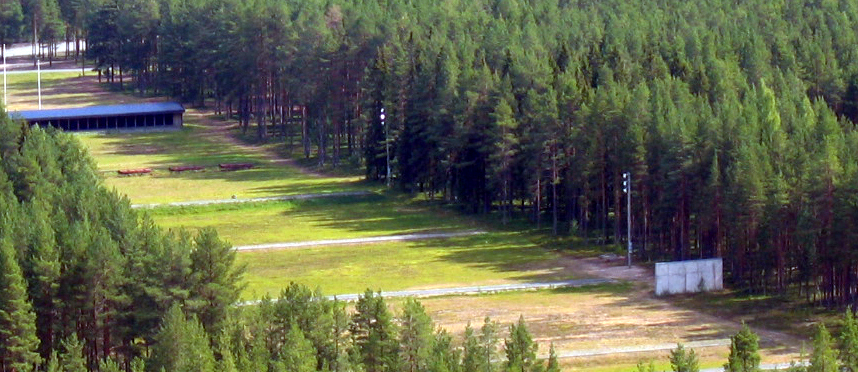
Rödbergsfortet skjutbana i Boden.

En skjutbana är en plats där man övar skytte med skjutvapen, överlag eldvapen. Skjutbanor är ofta övningsplats för militär eller polis. Skjutbanor kan även användas för jaktskytte och/eller sportskytte. Inom skidskytte benämns anläggningen ofta skjutvall.

## Historik

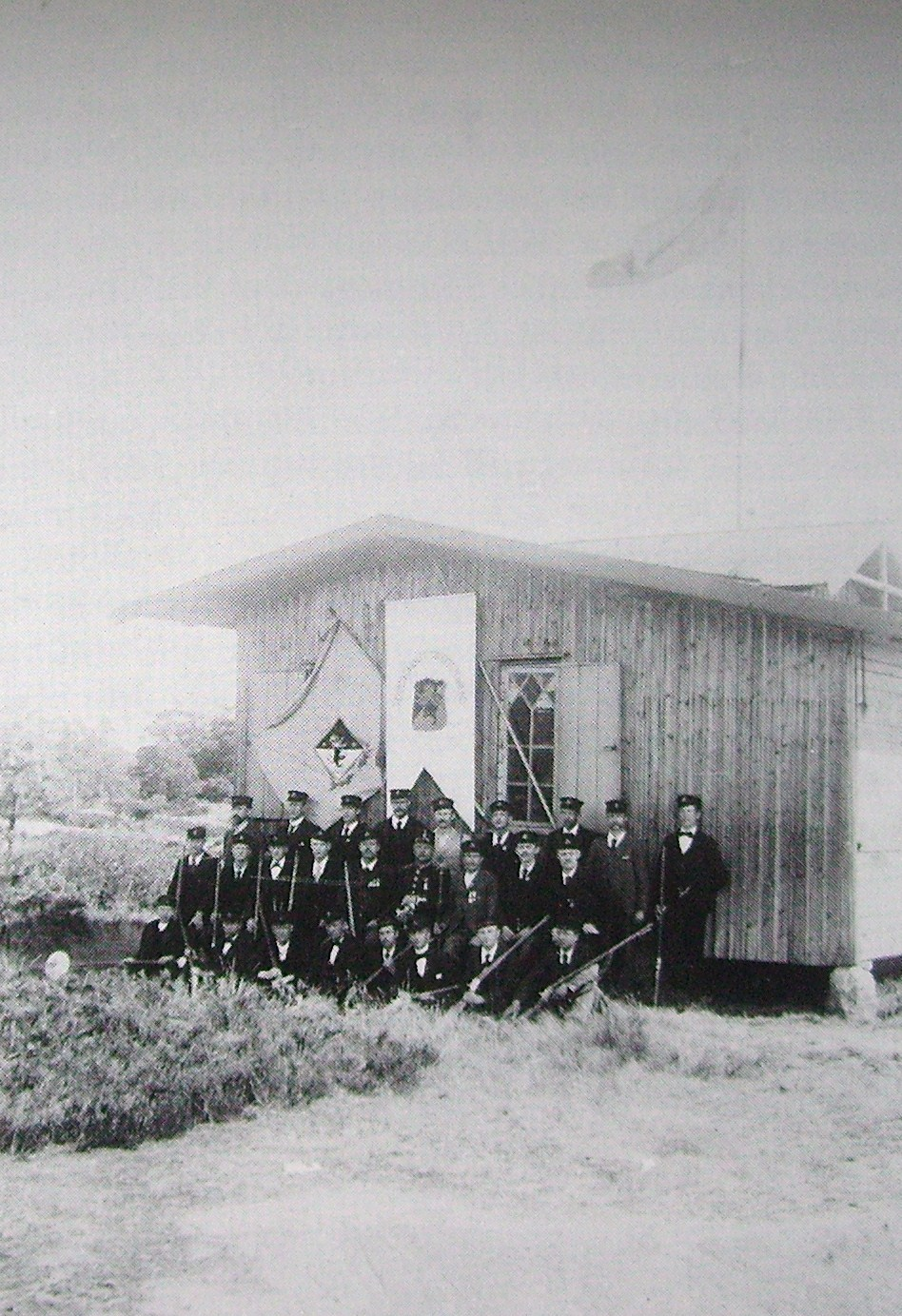
Skyttepaviljong på Hjortmossen 1889.

En skyttepaviljong, som vanligen tillhörde en skytteförening, fanns ibland förr invid skyttebanor / skjutbanor. Exempel på detta var  skyttepaviljongen i Falun, Follingbo skyttepaviljong på Gotland, Söderskjutbanans skyttepaviljong i Huddinge, skyttepaviljongen nära Skyttegatan i Göteborg, skyttepaviljongen vid Skyttepaviljongens Gata i Göteborg, Skellefteå Skyttegilles skyttepaviljong på Norrböle, skyttepaviljongen på Skytteholmsberget i Solna, skyttepaviljongen i Bredäng i Stockholm, skyttepaviljongen på Hjortmossen i Trollhättan, Väckelsångs skyttepaviljong, skyttepaviljongen i Haga, Västerås och Örkelljunga skyttepaviljong.

## Allmänt

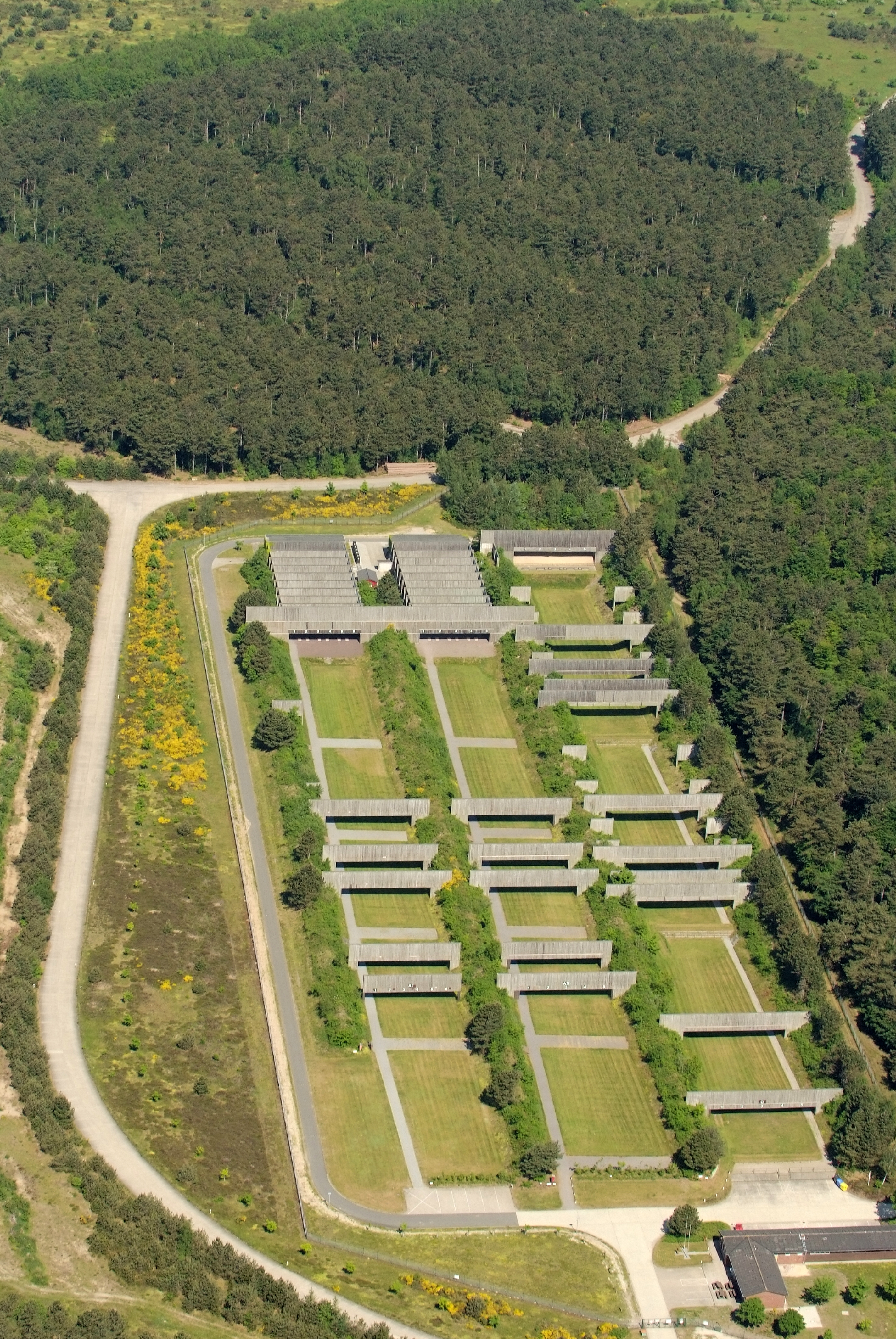
Skjutbana i Cuxhaven-Altenbruch, Tyskland.

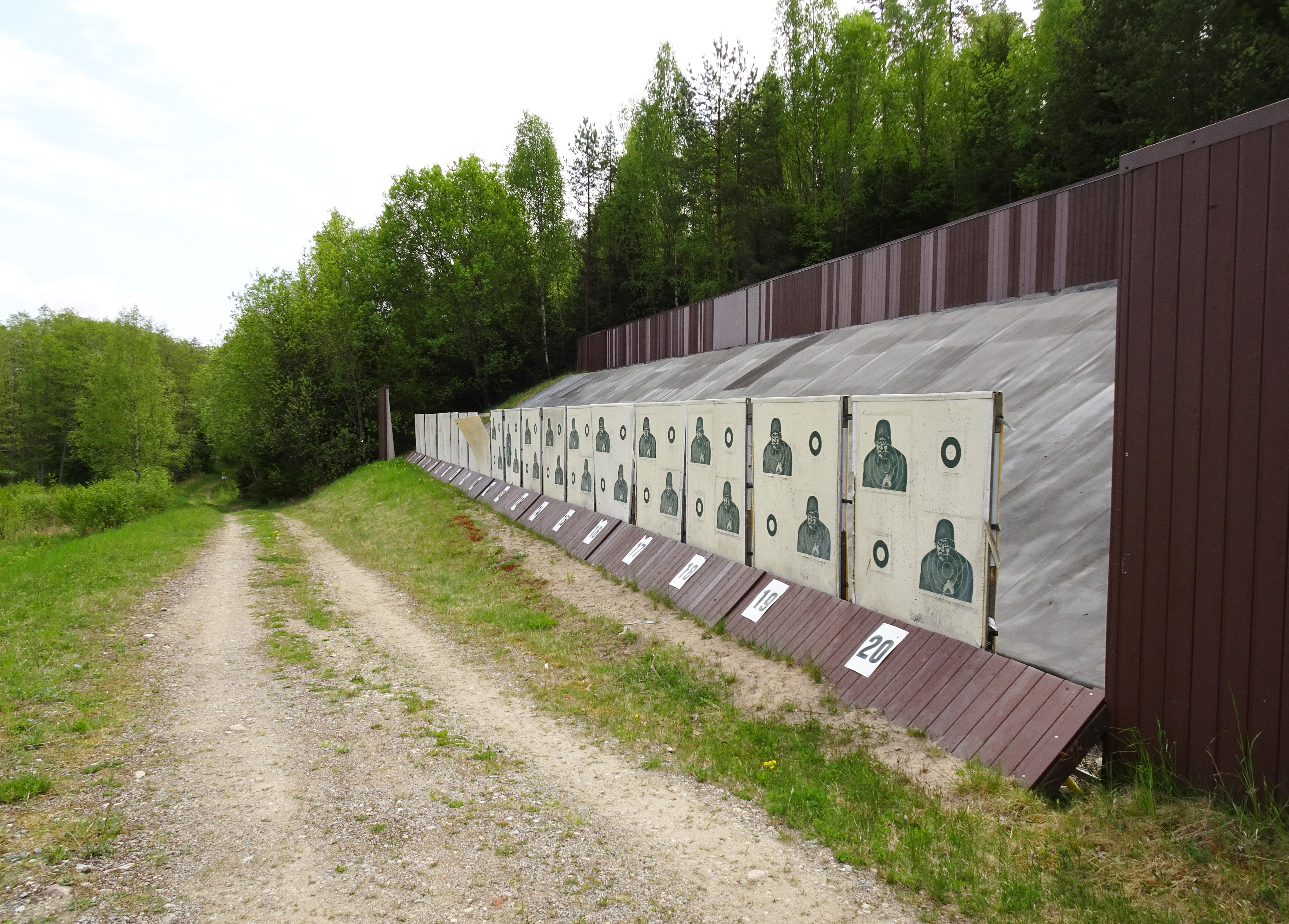
Måltavlor på Vällinge skjutbana.

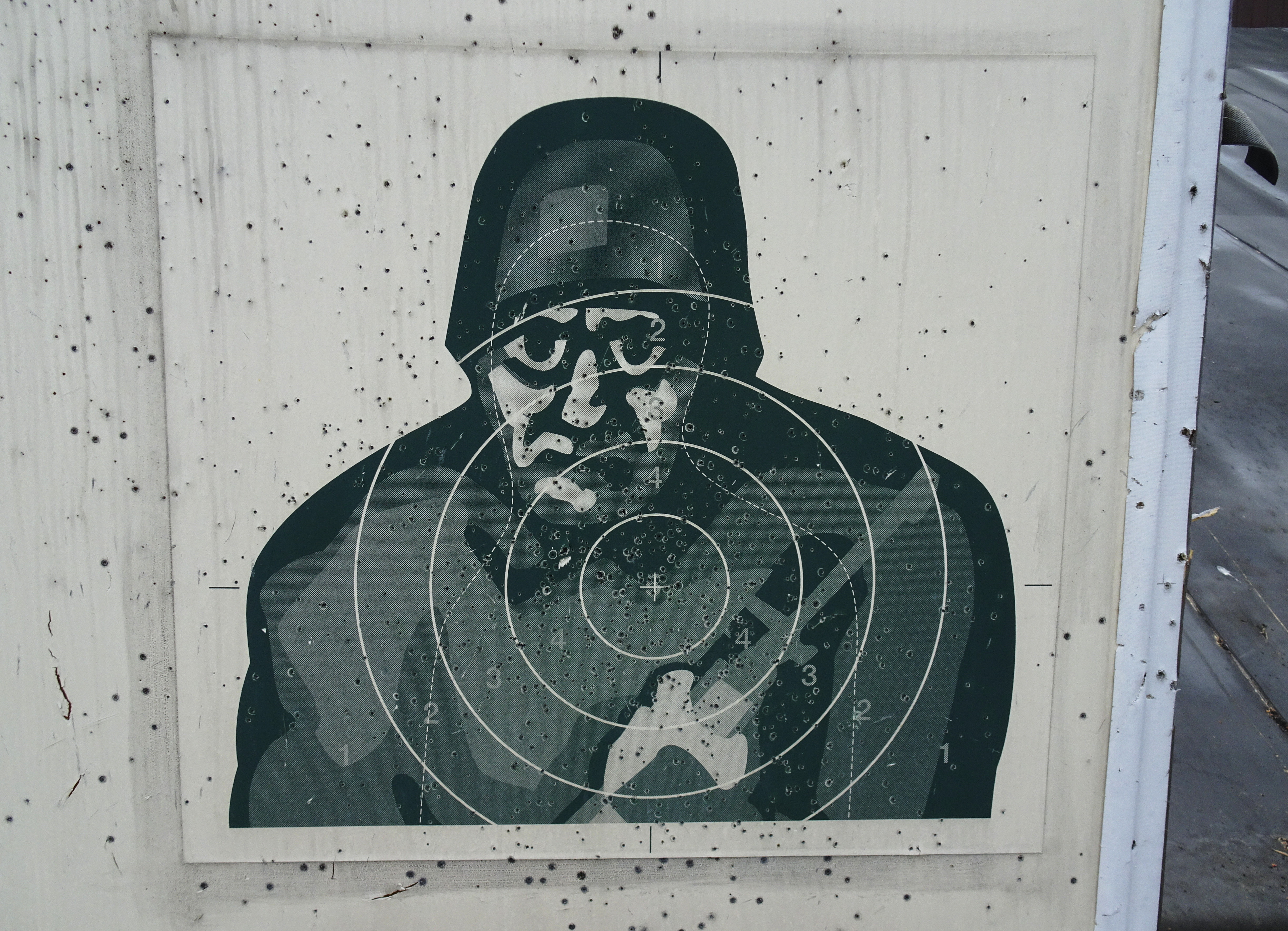
Måltavla på Vällinge skjutbana.

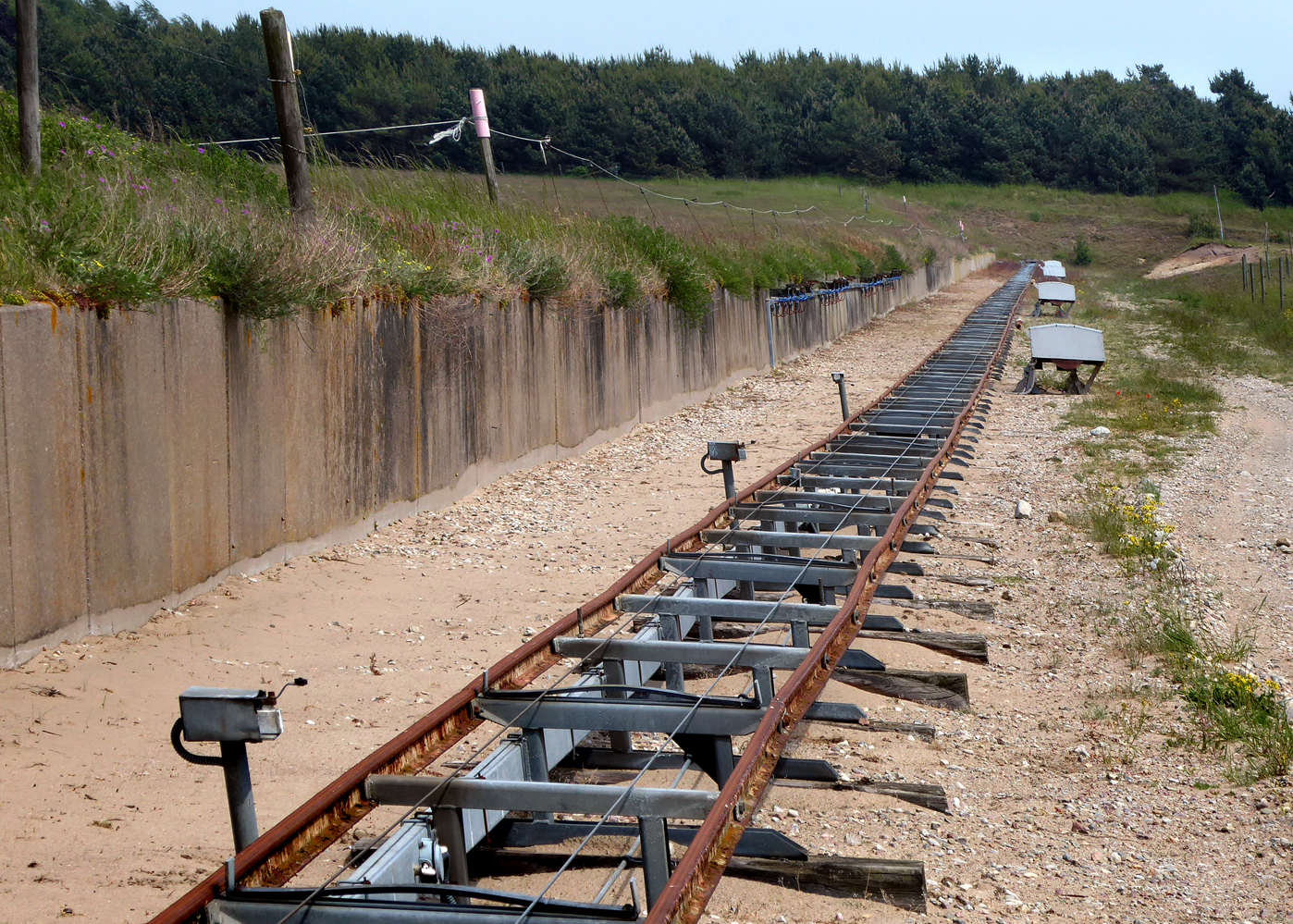
Målrälsbana vid Kabusa skjutfält.

Skjutbanor avsedda för fältskytte (längre avstånd) används oftast av militär, sportskyttar och jaktskyttar, medan korthållsbanor oftare används av polis (pistolbanor) och sportskyttar, då sportskytte (utom fältskytte) oftast numera inbegriper mindre kalibrar och kortare avstånd.

## 300 meters skjutbanor för nationellt och internationellt skytte
De vanligaste skjutbanorna i Sverige för det nationella samt internationella tävlingsskyttet erbjuder ett maximalt skjutavstånd på 300 meter. Banorna är ofta konstruerade med en skyttepaviljong eller skjuthall med tak på 300 meter, samt skjutvallar på 200 samt 100 meters avstånd från tavelställen.

### Gevär 6,5mm
Banskytte 6,5 mm är den äldsta skyttegrenen. Man skjuter på 300 meter men som nybörjare och junior skjuter man på 200 meter. Geväret väger ca 5,5 kg och skjuts med krutladdade patroner, av kalibern 6,5x55mm. Tian är 10 cm stor. Geväret avger en ganska hög smäll och rekyl vid avfyring.

### Fältskytte 6,5mm
Med mål uppsatta på ett okänt avstånd från skytten, allt mellan 150 och 600 meter ska skytten bedöma både vind och avstånd för att kunna träffa så många skott som möjligt i tavlan. Tavlorna har varierande storlek och form. Vid varje station (5–8 stycken) ska 6 skott avlossas under en skjuttid på 40–60 sekunder (90 sekunder för ungdomar och veteraner). Den skytt som har flest träff i figurerna står som segrare.

### Automatvapen
Detta skytte omfattar två olika vapentyper, Kpist (kulsprutepistol) och AK (automatkarbin). Kpistskyttet är det mest omfattande och består av banskytte på 100 meter mot ringad tavla och fältskytte mot figurer i terräng. I fältskytte har förmågan att bedöma avstånd, vind och andra faktorer som påverkar träffläget avgörande betydelse. Från och med 1973 arrangeras årligen SM-tävlingar. Rekrytering sker ofta från Hemvärnet, FBU eller andra frivilligorganisationer. 
Därmed är också samarbetet med dessa organisationer naturligt och viktigt. AK-skytte består av ban- och fältskytte. Verksamheten bedrivs som regel i nära samarbete med Hemvärnet. 

## Internationella grenar (sportskytte)

### Gevär 300 m
Gevär är också en utomhusgren som skjuts från en särskild skjuthall. Målet är en 10-ringad tavla och de gevär som används är frigevär och standardgevär med en kaliber på 6–8 mm. En match omfattar 60 skott liggande, eller en kombination av liggande, stående och knästående, där 40 eller 20 skott avlossas i varje skjutställning.

## Jaktskyttebanor
På en jaktskyttebana har man liksom på en fältskyttebana en vall som skottfång, detta eftersom huvudgruppen av jaktvapen tillhör en grövre kaliber, till exempel 6,5x55, .308 winchester, och .30-06. På jaktskyttebanan finns ett rörligt mål eftersom man måste öva detta inför jakt om man ska hålla god jaktmoral. Detta mål är oftast utformat som det man planerat att jaga, älg, rådjur etc.
Avståndet vid jaktskytte varierar, detta på grund av att man bör efterlikna verkliga situationer då man beroende på jakttyp kan komma endera väldigt när bytet, kanske högst ett tiotal meter till betydligt längre avstånd. En jaktskyttebana bör dock aldrig vara kortare än 80 meter.
Jaktskyttebanor för kulgevär kombineras ofta med en hagelskyttebana.

## Skyttebiograf
En skyttebiograf är en skjutbana inomhus med en projektorduk som spelar upp autentiska filmsekvenser på vilt i naturen. Skytten står ofta cirka 20 meter från duken och kan skjuta med sitt vanliga jaktvapen. När skottet träffar duken registreras var skytten träffat och bilden fryses och träffen visas på duken.

## Sportskyttebanor
Sportskyttebanor varierar kanske mest, beroende på vilken sorts sportskytte man ägnar sig åt. Då flertalet sportskyttegrenar idag inbegriper klenkalibriga vapen i till exempel kaliber .22 och luftgevär behöver man inget större skottfång utan det räcker med ett mindre. Då ett antal grenar även utövas på väldigt korta avstånd, ibland så lite som 10 meter, tar inte en sådan bana onödigt mycket plats.